# Umspannwerk Minden-Meißen
Das Umspannwerk Minden-Meißen ist ein Umspannwerk in der ostwestfälischen Stadt Minden in Nordrhein-Westfalen.

## Lage
Das Umspannwerk liegt in dem Ortsteil Meißen der Stadt Minden auf dem östlichen Weserufer. Hier waren als Stromabnehmer in den 1930er Jahren der Bergbau in Meißen und in die Schachtanlage in Stadthagen, beide brauchten den Strom, erläutert Dieter Kaiser, technischer Geschäftsführer bei EON / EMR.

## Geschichte
Das Umspannwerk Minden-Meißen wurde von der Elektrizitätswerk Minden-Ravensberg im Jahr 1939 gebaut und hatte die Aufgabe, den vom Kraftwerk Kirchlengern übergeleiteten Strom über die Hochspannung auf eine Mittelspannung herunterzutransformieren.
Bis um die Jahrtausendwende, als die 220-kV-Schaltanlage im Umspannwerk Bierde (Petershagen) entfernt wurde, bildete dieser Anschluss einen Abzweig der durchgehenden Leitung vom Kraftwerk Kirchlengern über das Gemeinschaftskraftwerk Veltheim nach Bierde, heute endet sie in Meißen.
Heute gehört das Umspannwerk zum Übertragungsnetzbetreiber Tennet, die es im April 2017 von Westfalen Weser Netz übernommen haben.
Das Umspannwerk soll 2023 aus- und umgebaut werden. Die Arbeiten für den geplanten Ersatzneubau werden voraussichtlich im September 2023 starten und voraussichtlich Ende 2025 abgeschlossen sein.

## Technik
Das Umspannwerk Minden-Meißen ist an die 220-kV-Leitung des Übertragungsnetzbetreibers Tennet angeschlossen. Die Aufgabe des Umspannwerks Minden-Meißen im Stromnetz ist es, die Spannung von der 220-kV-Hochspannungsebene auf 110 kV herunterzutransformieren. Von hier aus wird die elektrische Energie an fünf weitere Umspannwerke im Stadtgebiet verteilt. Dort findet die Reduzierung auf Mittelspannung von 10 kV bzw. 30 kV statt. Die weitere Transformierung auf die Niederspannung von 230 V für Haushaltsendkunden findet an Trafohäuschen in den Wohngegenden statt.